# Valdilecha
Valdilecha est une commune de la communauté de Madrid, en Espagne.